# Alburnoides taeniatus
Alburnoides taeniatus är en fiskart som först beskrevs av Kessler, 1874.  Alburnoides taeniatus ingår i släktet Alburnoides och familjen karpfiskar. Inga underarter finns listade i Catalogue of Life.